# Pepino
Pepino és un municipi de la província de Toledo, a la comunitat autònoma de Castella la Manxa. Limita amb Cervera de los Montes, San Román de los Montes, Cazalegas, Talavera de la Reina i Segurilla.

## Demografia
| 1996 | 1998 | 1999 | 2000 | 2001 | 2002  | 2003  | 2004  | 2005  | 2006  |
| ---- | ---- | ---- | ---- | ---- | ----- | ----- | ----- | ----- | ----- |
| 787  | 821  | 868  | 948  | 981  | 1.041 | 1.311 | 1.460 | 1.643 | 1.804 |

## Administració
| Període      | Nom de l'alcalde/-essa     | Partit polític    | Data de possessió |
| ------------ | -------------------------- | ----------------- | ----------------- |
| 1979 - 1983  | Inocencio Buitrago Privado | UCD               | 19/04/1979        |
| 1983 - 1987  | Eleuterio Jiménez Castro   | PSOE              | 28/05/1983        |
| 1987 - 1991  | Eleuterio Jiménez Castro   | PSOE              | 30/06/1987        |
| 1991 - 1995  | Pedro Velasco Sanz         | PSOE              | 15/06/1991        |
| 1995 - 1999  | Pedro Velasco Sanz         | PSOE              | 17/06/1995        |
| 1999 - 2003  | Pedro Velasco Sanz         | PSOE              | 03/07/1999        |
| 2003 - 2007  | Pedro Velasco Sanz         | PSOE              | 14/06/2003        |
| 2007 - 2011  | Vicente Casitas Muñoz      | Independent (AIP) | 16/06/2007        |
| 2011 - 2015  | Inocencio Gil              | PP                | 11/06/2011        |
| 2015 - 2019  | n/d                        | n/d               | 13/06/2015        |
| 2019 - 2023  | n/d                        | n/d               | 15/06/2019        |
| Des del 2023 | n/d                        | n/d               | 17/06/2023        |